# Heliconius fortunatus
Heliconius fortunatus är en fjärilsart som beskrevs av Gustav Weymer 1884. Heliconius fortunatus ingår i släktet Heliconius och familjen praktfjärilar. Inga underarter finns listade i Catalogue of Life.